# Qurbani (film 1980)
Qurbani è un film del 1980, diretto da Feroz Khan

## Colonna sonora
1. Nazia Hassan – Aap Jaisa Koi – 4:06
2. Manhar Udhas, Anand Kumar C, Kanchan – Hum Tumhain Chahte Hain – 7:17
3. Asha Bhosle, Mohammad Rafi – Kya Dekhte Ho – 4:37
4. Amit Kumar, Kanchan – Laila Main Laila – 4:31
5. Anwar, Aziz Nazan Sholapuri, Kishore Kumar – Qurbani Qurbani – 4:46